# Arnold Künzli (Philosoph)
Arnold Künzli (* 15. Juni 1919 in Zürich; † 29. Februar 2008 in Bremgarten bei Bern) war ein Schweizer Politologe, Philosoph und Radikaldemokrat.

## Leben
Künzli verbrachte seine Kindheit in Zagreb, später besuchte er das Gymnasium in Bern. Von 1938 bis 1945 studierte er Philosophie, Germanistik und Romanistik an der Universität Zürich. Nach dem Zweiten Weltkrieg war der von 1944 bis 1952 mit der italienischen Journalistin Franca Magnani verheiratete Künzli zehn Jahre lang Auslandskorrespondent der Basler «National-Zeitung» in Rom, London und Bonn. Später war er als Redaktor der «National-Zeitung» tätig, wobei er sich den Ruf eines Nonkonformisten erwarb. 1964 folgte seine Habilitation in Philosophie der Politik an der Universität Basel. Von 1972 bis 1984 war er ausserordentlicher Professor für Politische Philosophie an der Universität Basel. Er war Autor der Zeitschrift FORVM und Mitglied in ihrem Redaktionsbeirat. Sein Archiv befindet sich im Schweizerischen Literaturarchiv in Bern.

## Denken
Gemäss Künzlis Verständnis von Politik und unveräusserlichen Menschenrechten sind die Werte der Französischen Revolution – Freiheit, Gleichheit und Brüderlichkeit – nur zur Hälfte verwirklicht, weil das Eigentums- und Wirtschaftssystem nicht einbezogen wurde. Zitat Arnold Künzli: «Das Postulat einer Wirtschaftsdemokratie mit ökonomischen Menschenrechten und Bürgerrechten (ist) eine gesamtgesellschaftliche Kulturaufgabe.»
In Künzlis Denken waren oft tiefenpsychologische Aspekte integriert. Schon in den 1970er Jahren hat er sich mit der Ökologie beschäftigt. Die Umweltkrise markierte für ihn, wie die Atombombe, einen Wendepunkt in der Entwicklung der Menschheit.

## Veröffentlichungen (Auswahl)
- Die Angst als abendländische Krankheit. Dargestellt an Sören Kierkegaard. Zürich 1948.
- Vietnam – wie es dazu kam. Zürich 1965.
- Karl Marx. Eine Psychographie. Wien/Frankfurt am Main/Zürich 1966.
- Aufklärung und Dialektik. Freiburg i. Br. 1971.
- Tradition und Revolution. Basel/Stuttgart 1975.
- Eurokommunismus. Aufzeichnungen aus Italien und Jugoslawien. Basel 1977.
- Mein und Dein. Zur Ideengeschichte der Eigentumsfeindschaft. Köln 1986.
- Es ist an der Zeit radikal zu denken. Politisches Tagebuch. Basel 1988.
- Rettet die Freiheit – vor ihren Beschützern. Basel 1989.
- Trikolore auf halbmast. Zürich 1992.
- Gotteskrise: Fragen zu Hiob. Lob des Agnostizismus. Hamburg 1998.
- Menschenmarkt. Die Humangenetik zwischen Utopie, Kommerz und Wissenschaft. Hamburg 2001.